# Języki szugnańsko-roszańskie
Języki szugnańsko-roszańskie (szugni-ruszani) – grupa genetyczna dialektów pamirskich (zwykle zaliczanych do języka szugnańskiego) lub, według niektórych językoznawców, oddzielnych, ale spokrewnionych języków z zespołu językowego szugni-jazgulami.

## Podział
- szugni (ok. 40 000)
  - subdialekt badżu
- roszański (ok. 15 000)
- chufi (800)
- bartangi (3000)
- oroszori (ok. 2000)